# Tempête Dirk
Pour les articles homonymes, voir Dirk (homonymie) et Tempête (homonymie).
La tempête Dirk – surnommée la « tempête de Noël » par certains médias – est une dépression météorologique ayant généré un épisode de vents violents dans plusieurs pays d’Europe de l'Ouest à partir du 22 décembre 2013.
Portée par un puissant courant-jet, elle se creuse rapidement et se transforme en une cyclogénèse explosive appelée « bombe » en météorologie. Bien que sans commune mesure avec les tempêtes de décembre 1999, elle cause de nombreux dégâts matériels et la mort de plusieurs personnes au Royaume-Uni et en France. Les rafales les plus violentes ont atteint 228 km/h à Iraty (station d’altitude située dans les Pyrénées), 151 km/h au Cap de la Estaca de Bares (Galice), 148 km/h à Gatteville-le-Phare (Basse-Normandie) et 122 km/h à Bron, dans la banlieue de Lyon (Rhône-Alpes).
Le nom Dirk provient d’une liste de noms utilisée depuis 1954 par l’Université libre de Berlin (ULB) pour nommer les tempêtes synoptiques qui affectent l'Europe. Son usage s'est répandu aux autres pays du continent depuis cette époque. Depuis 2002, l'ULB utilise des noms suggérés par le public qui doit payer un certain montant servant au financement de l'observatoire météorologique de l’université.

## Origine du nom
Historiquement, les noms donné aux tempêtes extra-tropicales affectant l'Europe correspondaient à la journée où elles se produisaient ou à tout autre association marquante et ce nom variait donc d'un pays à l'autre. En 1954, une étudiante de l'Université libre de Berlin suggéra de nommer les dépressions et anticyclones qui affectent l'Europe pour rendre les cartes météorologiques plus faciles à suivre. L'Institut météorologique de l'Université libre de Berlin (ULB) adopta cette idée. Par convention, les dépressions reçoivent des noms féminins les années paires et masculins les années impaires. Les anticyclones reçoivent  a contrario des noms masculins les années paires et féminins les années impaires. Depuis 2002, le public peut acheter le droit de nommer une tempête et plusieurs listes alphabétiques sont établies chaque année, l'argent recueilli servant au financement de la station météorologique de l'université.
Concernant l'année 2013, année impaire, les dépressions ont reçu des noms masculins. Avant le 22 décembre 2013, 132 événements météorologiques s'étaient déjà formés et avaient donc déjà reçu un nom, mais, en dehors de Christian (26 octobre) et Xaver (3 décembre), les autres événements n'ont pas été notables. Le nom de Dirk, proposé par un internaute nommé Martin Neumann, a été attribué au phénomène s'étant formé le 19 décembre 2013.
Si le nom défini par l’ULB est usuellement repris par les medias, certains organismes nationaux utilisent leur propre dénomination. Ce fut en particulier le cas pour la tempête Christian, dénommée St. Jude au Royaume-Uni, Simone en Suède et Carmen par le Centre européen de suivi des tempêtes, qui a établi depuis octobre 2013 sa propre liste de 800 noms. Le nom de Dirk a quant à lui été retenu par les principaux pays concernés : Grande-Bretagne, France, Espagne, Suisse, Belgique.

## Évolution météorologique
Dirk s'est formée au-dessus de l'Atlantique nord, certains phénomènes tempétueux accompagnant la dépression au Canada, avant qu'elle se déplace vers l'océan. L'Amérique du Nord connaissait un gradient de température très fort (21 °C à New York et -7 °C à Montréal), qui a renforcé le jet stream sur l'Atlantique nord. La dépression s'est déplacée sous l'effet de ce puissant jet stream et s'est creusée en bombe avant d'atteindre l'Europe occidentale,. La configuration particulière du jet-stream (incurvé et de forme sinusoïdale) a cependant rendu la tempête moins violente que ce que les météorologistes pouvaient craindre initialement. Ce cas de figure — qui tranche avec ce qui s'était passé en 1999 avec Lothar et Martin où un puissant courant-jet linéaire avait conduit les dépressions à pleine puissance sur l'Europe continentale — a sensiblement ralenti ce courant (il était de l'ordre de 400 km/h en 1999 contre « seulement » 300 km/h pour Dirk) et a dévié le centre dépressionnaire vers le nord de l'Europe et les Îles Britanniques. Dès le 20 décembre 2013, le bureau météorologique britannique émet des alertes nationales pour des vents forts et des précipitations sur les régions sud-ouest et nord du pays pour le 23 et le 24 décembre. Le département météorologique d'Irlande, Met Éireann, émet une alerte nationale orange pour des vents de 50 à 80 km/h, avec des rafales de 100 à 130 km/h. Des pluies de 40 à 60 mm sont attendues sur de sud de l’Angleterre et le pays de Galles le 23 décembre, une tempête sévère avec des rafales de 110 à 130 km/h et du blizzard sur les montagnes d'Écosse le 24 décembre.

### 22-23 décembre
Le minimum dépressionnaire est centré au nord-ouest des îles Shetland et progresse d'ouest en est.
En France, Météo-France place les trois départements de la pointe bretonne en vigilance orange le 22 décembre. Cette alerte est étendue le 23 décembre à 6 h à la Normandie, à la Picardie et au Nord-Pas-de-Calais puis à 16 h aux départements de la vallée du Rhône et de la Saône et de l'ouest des Pyrénées, soit un total 23 départements,. Comme prévu, dès le lundi 23 décembre en début d'après-midi, le vent souffle en tempête sur le Finistère avec des rafales de 137 km/h à la Pointe du Toulinguet, et un vent moyen de 109 km/h, 122 km/h à la Pointe du Raz et sur l'île d'Ouessant, 111 km/h à la Pointe Saint-Mathieu et à Brignogan. Dans la nuit, les vents se renforcent et atteignent 144 km/h à la Pointe du Raz (avec une mer désormais qualifiée "grosse"), 143 km/h à Ouessant, 137 km/h à la Pointe Saint-Mathieu, 124 km/h au Cap de la Hève. A 1h, des rafales sont mesurées à Brest à 131 km/h, approchant le record de 140 km/h établi pour ce site lors de la tempête Wiebke le 28 février 1990 et constituant un  maximum pour 2013. L'institut météorologique norvégien émet le même jour une alerte pour la nuit de Noël pour la totalité du sud de la Norvège.

### 24 décembre
Le centre dépressionnaire de la tempête Dirk évolue ce 24 décembre au nord de l'Écosse, d'ouest en est, et est pointé sous les 940 hPa. Comparativement, cette pression est communément relevée au cœur d'un cyclone tropical de catégorie 3 à 4.
Le bulletin émis par Météo-France pour la France le 24 décembre à 6h annonce un vent violent de la Normandie au Nord et Pas-de-Calais ainsi que sur l'ouest des Pyrénées et les vallées du Rhône et de la Saône, des fortes pluies sur l'ouest de la Bretagne et rappelle que des crues importantes sont en cours dans le Finistère. La tempête Dirk continue sa progression vers l'est. Les valeurs de vent observées restent modérées. Le vent se renforce toutefois fortement en haute vallée du Rhône et dans la vallée de la Saône. Dans la journée ont lieu des crues importantes sur les cours d'eau bretons. Les précipitations s'avèrent plus importantes que prévu et conduisent par endroits à d'importantes inondations. La ville de Morlaix connaît ainsi une montée des eaux de 1,40 m dans le centre-ville. Le préfet du Finistère Jean-Luc Videlaine reconnaît à ce sujet que « ce qui était prévu c'était des chutes d'eau à concurrence de 45 mm, dans la réalité il y en a eu jusqu'à 65 ou 70 mm ». Des précipitations importantes sur l'est de la région Provence-Alpes-Côte d'Azur sont par ailleurs annoncées par ailleurs pour la nuit suivante et mercredi dans le bulletin de 16h,,.

### 25 décembre
En France, La tempête Dirk s'éloigne, mais les conditions météorologiques restent très agitées sur certaines parties du pays et en particulier l'Est. Les fortes précipitations sont terminées en Bretagne mais des crues importantes persistent sur des cours d'eau du Finistère, du Morbihan et d'Ille-et-Vilaine. Sur l'ouest des Pyrénées, le vent de sud souffle toujours de manière violente en haute montagne mais semble amorcer une baisse d'intensité par l'ouest. Dans l'axe Rhône-Saône, les rafales sont comprises entre 90 et 110 km/h en plaine et dépassent les 100 à 120 km/h sur les reliefs exposés. Sur le Var, les Alpes-Maritimes, les Alpes-de-Haute-Provence et les Hautes-Alpes, les pluies (ou neiges) se produisent dans la journée et perdurent jusqu'en soirée,,. Il pleut également abondamment de la Drôme à l'Alsace, avec localement une activité orageuse.

### 26 décembre
En France, la tempête Dirk s'est éloignée mais les crues importantes sur les cours d'eau bretons du Finistère, du Morbihan et de l'Ille-et-Vilaine et sur l'Oise amont se poursuivent. Par ailleurs un très fort vent de Nord-Ouest souffle dans le golfe du Lion conduisant Meteo-France à lancer une alerte sur de très forts déferlements pouvant engendrer des submersions localisées sur les parties exposées ou vulnérables du littoral corse, mais il s'agit là d'un épisode connexe mais indépendant de la tempête Dirk.

## Indicateurs météorologiques

France - Carte des départements ayant subi les rafales de vent les plus violentes.

Plusieurs indicateurs peuvent permettre de qualifier une tempête : des indicateurs météorologiques (vents maximums, pression atmosphérique minimale, étendue de la tempête, hauteur des précipitations associées à la tempête) et des indicateurs liés à l’impact socio-économique (nombre de victimes, coût de reconstruction ou de réparation évalué par les sociétés d’assurances, etc).
Dès le 23 décembre, les météorologistes français déclarent que la tempête ne serait pas aussi forte que les désastreuses tempêtes Lothar et Martin de la fin décembre 1999. Pour rappel, ces phénomènes ont constitué toutefois un phénomène exceptionnel dont la période de retour, caractérisant le temps statistique entre deux occurrences d'un événement naturel d'une intensité donnée, a été estimée de l'ordre de 400 à 500 ans en France.

### Pression atmosphérique
Une pression inférieure à 935 hectopascals (hPa) est considérée comme inhabituelle sur l’Atlantique nord, mais a été enregistrée à plusieurs occasions, soit par des navires, soit par des stations météorologiques à terre. La pression atmosphérique minimum de la tempête Dirk au large, au centre de la dépression, a été estimée par les météorologues du Met Office à 929 hPa, atteinte le mardi 24 décembre à 7h. À terre, la plus basse pression a été de 936,8 hPa, mesurés le 24 décembre à Stornoway, sur l’île de Lewis et Harris, au nord-ouest de l’Écosse,. Il s’agit de la pression la plus basse mesurée dans les îles Britanniques depuis 1886 (127 ans), lorsque 927,2 hPa avaient été mesurés à Belfast, en Irlande du nord. La pression la plus basse observée plus récemment à Stornoway était de 937,6 hPa le 20 décembre 1982. Le record de basse pression sur les Îles britanniques reste de 925,4 hPa, enregistrés à Ochtertyre, près de Crieff, dans le comté écossais de Perth and Kinross le 26 janvier 1884.

### Vent
Une tempête constituant un aléa venteux, le premier indicateur caractérisant un tel phénomène est la vitesse du vent mesurée dans les différents points du territoire considéré. En météorologie maritime, on parle de tempête dès lors que la force 10 Beaufort est atteinte (vents moyens de 89 à 117 km/h avec des rafales de 110 à 150 km/h). Dans les terres, dès que les rafales de vent franchissent le seuil des 100 km/h, le phénomène peut être qualifié de tempête,.
En France, sur l'ensemble de la période 1500 - 2000, 22 événements compris entre la tempête (force 10) et l'ouragan (force 12) ont concerné le nord de la France avec un rythme de retour de l'ordre d'une quinzaine d'années. Dans le cas de la tempête Dirk, Météo-France a enregistré en France les 24 et 25 décembre 2013 au moins 75 rafales atteignant ou dépassant 110 km/h, mesurées sur des stations météo réparties sur 31 départements français : des rafales à plus de 110 km/h dans 44 stations, des rafales supérieures à 130 km/h dans 11 stations et des rafales supérieurs à 150 km/h dans quatre stations : Iraty (64) - 228 km/h, Pic du Midi (65) – 211 km/h, Chamrousse (38) – 165 km/h et la pointe de la Masse (73) – 151 km/h.
La rafale de vent de 123 km/h enregistrée le 24 décembre 2013 à la station météorologique de Lyon-Bron, constitue un nouveau record mensuel haut. Le précédent record était de 122 km/h le 16 décembre 1989. Les rafales à 228 km/h relevées sur la crête de Larrau-Iraty, dans les Pyrénées-Atlantiques, constituent quant à elles une valeur maximale enregistrée ce mardi 24 décembre en France métropolitaine et un record pour cette zone située à 1 400 mètres d'altitude.
En Suisse, par effet de foehn, des rafales de vent de 128 km/h ont été mesurées à Meiringen dans le district d'Oberhasli et des rafales de 208 km/h ont été enregistrées au sommet du Gütsch, sur la commune d’Andermatt, dans le canton d'Uri, la troisième plus forte valeur jamais mesurée sur cette station.
| Pays        | Localité                            | Vitesse  | Commentaires                                                                                                  |
| ----------- | ----------------------------------- | -------- | --- |
| France      | Iraty (Pyrénées-Atlantiques)        | 228 km/h | À 1 400 mètres d'altitude. Plus forte rafale de vent enregistrée par la station depuis son ouverture en 2001. |
| Espagne     | Carballeda de Valdeorras (Lardeira) | 193 km/h | |
| Espagne     | Cabrales                            | 169 km/h | |
| Espagne     | Manzaneda (Cabeza de Manzaneda)     | 166 km/h | |
| Espagne     | Cap de la Estaca de Bares           | 151 km/h | Sur un cap exposé                                                                                             |
| Royaume-Uni | Île de Wight (The Needles Battery)  | 149 km/h | |
| France      | Gatteville-le-Phare (Manche)        | 148 km/h | |
| Royaume-Uni | Torbay (Berry Head)                 | 135 km/h | |
| Espagne     | La Corogne                          | 133 km/h | |
| France      | Vivès (Pyrénées-Orientales)         | 131 km/h | |
| Royaume-Uni | Douvres (Langdon Bay)               | 125 km/h | |
| France      | Cap Gris-Nez (Pas-de-Calais)        | 123 km/h | |
| France      | Lyon (Rhône)                        | 123 km/h | Station Météo-France de Lyon-Bron                                                                             |

## Alerte et impacts par pays

Îles Britanniques - Carte des rafales de vent le 24 décembre 2013 (en km/h). Bien que situées plus près du cœur de la dépression, les îles Britanniques n'ont pas été forcément plus impactées que la France.

L'alerte étant donnée par les services météorologiques nationaux et diffusée par les autorités à l'ensemble des acteurs publics et médias des pays, les différents services publics, les entreprises et d'une manière générale la population doivent prendre toutes les mesures chacun à leur niveau pour mettre en sécurité biens et personnes. Pendant et après l'événement les services de secours doivent porter secours aux personnes en difficulté et les gestionnaires de réseaux doivent tout mettre en œuvre pour rendre opérationnels leurs réseaux dans des délais les plus brefs. Les services et acteurs publics ou privés doivent ainsi travailler sur plusieurs fronts à la fois : réseaux routier, ferré et aérien et voies de navigation maritimes, crues, approvisionnement en électricité et eau potable, communications téléphoniques et forêt.

### Allemagne
L'Allemagne a connu des températures exceptionnellement élevées pour une période de Noël.  Les effets de la tempête conjugués à un afflux d'air doux méditerranéen ont conduit à des niveaux records de températures en de nombreux endroits en Allemagne la veille de Noël. Les niveaux les plus chauds relevés par le Deutscher Wetterdienst (DWD), le service météorologique allemand, l'ont été à Baden-Baden et Fribourg avec 17,5 °C. Le lendemain de Noël, les températures ont brutalement chuté.

### Autriche
En Autriche, dans l'est du Tyrol, d'importantes chutes de neige combinées à un vent fort ont contribué à paralyser partiellement la circulation.

### Belgique
De violentes rafales de vent associées à de fortes précipitations affectent la Belgique dans la nuit du 23 au 24 décembre. Les valeurs relevées, sans être exceptionnelles, sont néanmoins conséquentes : 101 km/h dans les terres, à Uccle (près de Bruxelles), 98 km/h à Coxyde, 94 km/h à Houffalize, 91 km/h à Zeebruges et 90 km/h à Chièvres.
Les pompiers sont intervenus à plus de 260 reprises pour des chutes d'arbres, d'enseignes, de tuiles ou de blocs de béton sur la voie publique ou sur les câbles des trams dans la région de Bruxelles-Capitale.  Il n'y a pas eu de blessés en raison de ces événements.
Les importantes précipitations associées à la tempête ont provoqué en Wallonie une hausse généralisée du niveau des cours d'eau entraînant l'activation des plans d'alerte et de vigilance. Dans plusieurs villes de la province de Flandre-Occidentale, notamment Courtrai et Waregem, des inondations et des dégâts matériels (tuiles arrachées, panneaux publicitaires renversés) sont relevés.

### Danemark
Au Danemark, plus de 80 véhicules ont été impliqués dans des accidents le jeudi 26 décembre en raison de l'épais brouillard provoqué par la dépression, occasionnant une cinquantaine de blessés.

### Espagne
Le nord-ouest de l'Espagne a été touché par de fortes rafales, les zones côtières subissant de fortes vagues et des dégâts dus au vent. Une rafale de 42,8 m/s, soit 154 km/h a été mesurée au cap de la Estaca de Bares, à la pointe nord de la Galice et des rafales atteignant 193 km/h sont relevées localement. Des bourrasques de près de 170 km/h frappent également la communauté autonome basque.
Dans tout le nord-ouest de l'Espagne, la tempête cause de nombreux dégâts matériels (chute d'arbres, toits arrachés) et d'importantes perturbations dans les transports. En Galice, un train manque de dérailler après la chute d'un arbre sur la voie. Plusieurs vols sont annulés à l'aéroport international de Bilbao, à Loiu et des arbres tombés sur les voies causent des retards sur le réseau ferroviaire de la Renfe à Laudio ainsi qu'à Arakaldo. Des perturbations sont également relevées sur le réseau électrique, et rien qu'en Galice, près de 88 000 foyers sont privés de courant au plus fort des événements.

### France

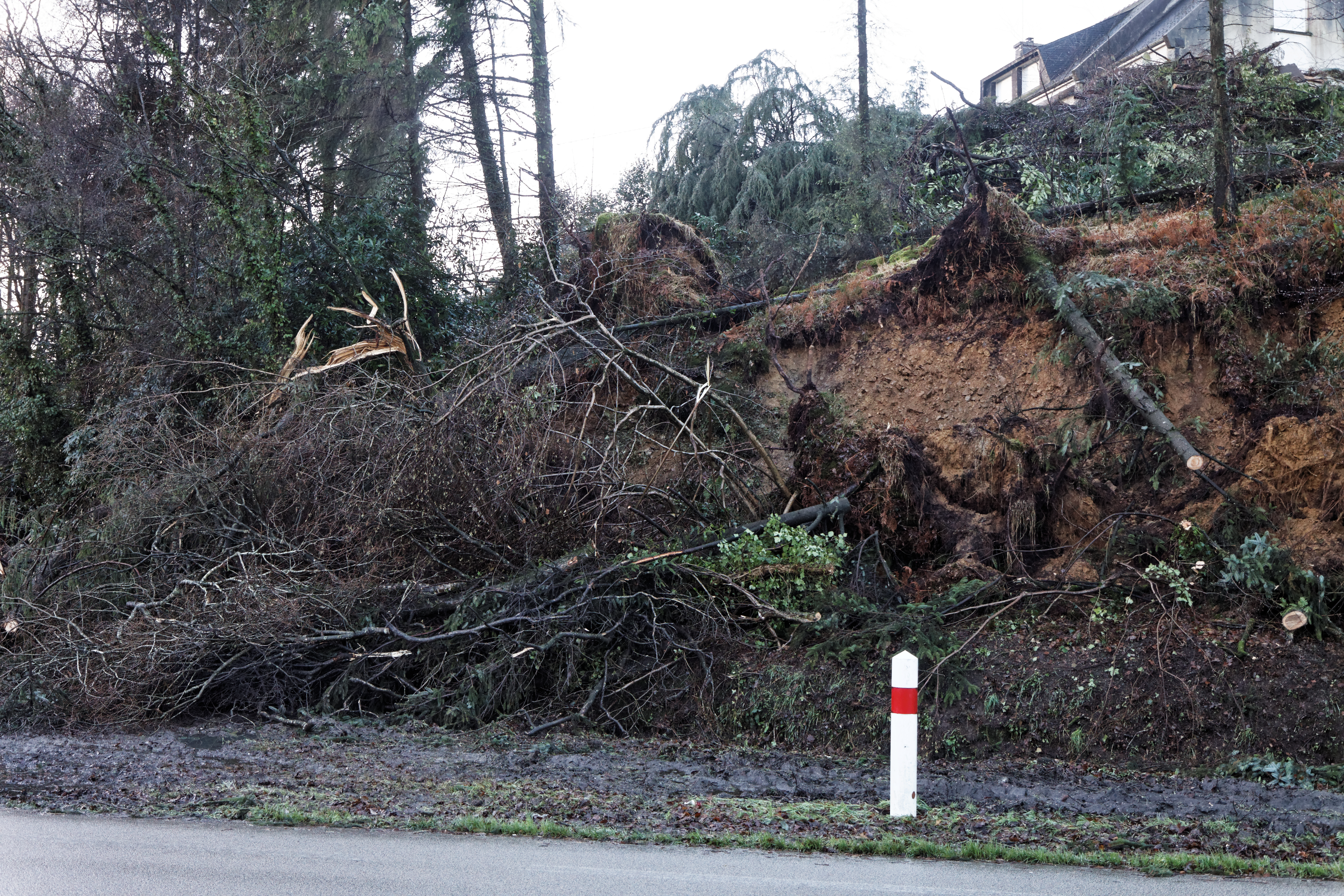
Dégâts causés par la tempête Dirk dans le Finistère en décembre 2013.

La Bretagne apparaît comme une des régions les plus impactées par cette tempête, tant du fait des violentes rafales de vent que d'importants cumuls de précipitations sur des sols déjà saturés d'eau.  Dans la région de Saint-Malo, le service de ferries (Condor ferries) assurant la liaison avec les îles Anglo-Normandes est suspendu dans la matinée du 23 décembre et dans la région de Brest, le pont de l'Iroise est fermé préventivement durant la nuit du 23 au 24 décembre. Au large, une mer déchaînée avec des creux de 6 à 7 mètres met en difficulté un cargo immatriculé aux Pays-Bas, le Victoriaborg. Un membre de l'équipage de nationalité russe, tombé à la mer, est porté disparu. Les recherches pour le retrouver sont stoppées le lendemain. Lors du convoyage pour revenir à Brest après la Transat Jacques-Vabre, Cheminées Poujoulat est frappé par cette tempête, au sud des îles Scilly, dans la Manche. Le bateau se casse en deux au niveau des dérives, Bernard Stamm et David Guillou déclenchent la balise de détresse ; ils sont secourus par un navire norvégien tandis que le bateau disparaît.
À Morlaix, les routes ont été inondées jusqu'à 1,40 mètre par endroits, plusieurs voitures ont été bloquées et des magasins inondés. À Quimperlé, le centre-ville est en partie inondé et une demeure datant du XIXe siècle s'effondre dans l'Isole. Partiellement éventrée, elle est démolie quelques jours plus tard pour des raisons de sécurité. À Châteaulin, des inondations affectent des maisons situées sur les bords de l'Aulne et le quai Charles-de-Gaulle est inaccessible pendant plusieurs jours. Les Sapeurs-Pompiers effectuent près de 80 sorties au cours de la nuit du 23 au 24 décembre, essentiellement pour des dégâts matériels (maisons endommagées par le vent et les inondations). Plusieurs quartiers sont privés d'électricité.

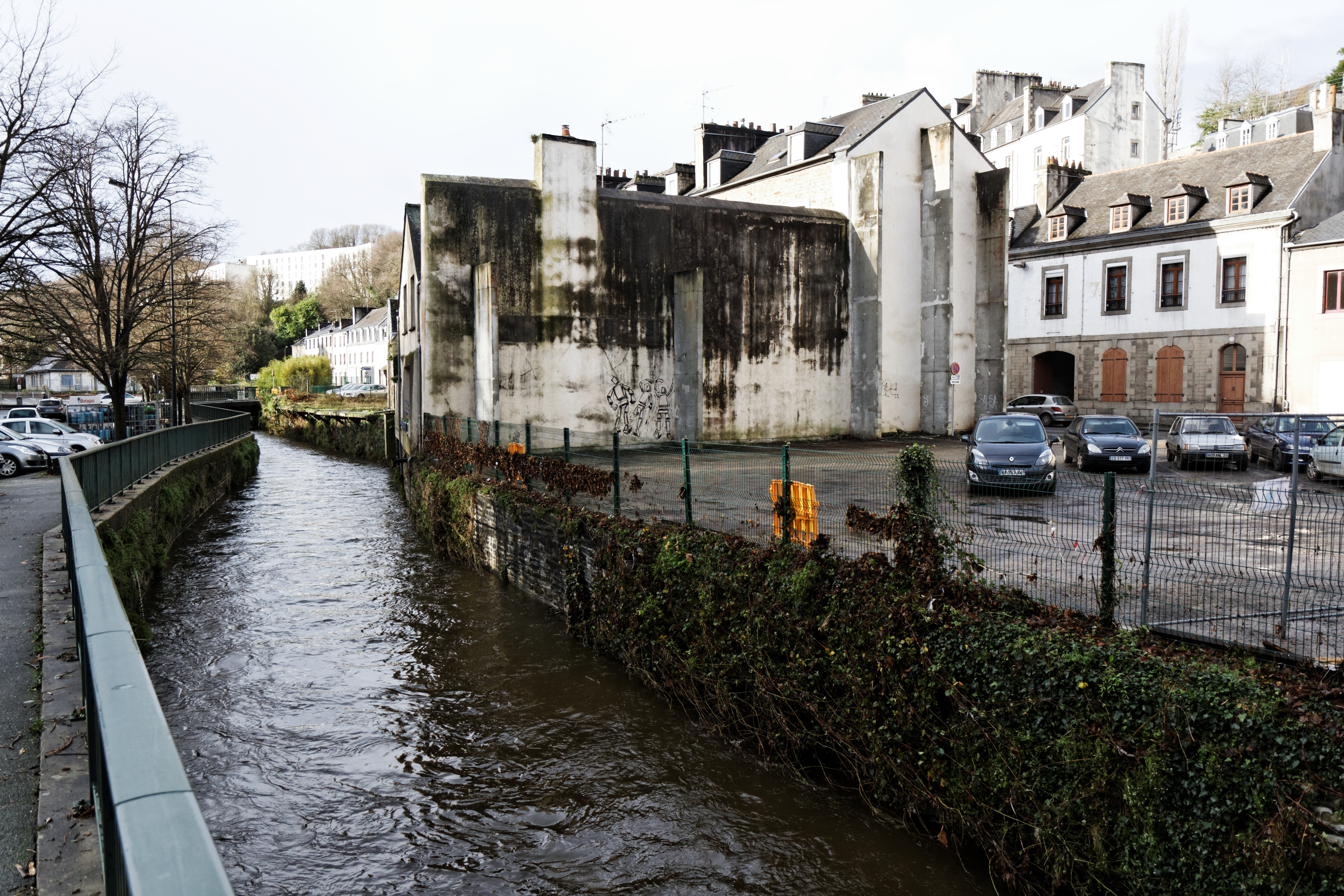
Morlaix, crue du Queffleuth causée par la tempête Dirk. Les feuilles mortes prises dans la clôture montrent le niveau maximal atteint par la rivière (Le parking du supermarché Intermarché était alors recouvert de 50 à 70 cm d'eau).

Le 25 décembre, un communiqué du ministère de l'intérieur indique que « les procédures de classement en catastrophe naturelle, partout où les conditions sont réunies, seront validées dans les plus brefs délais ». Le lendemain, le ministre de l'intérieur Manuel Valls se rend dans les trois communes de Bretagne les plus touchées (Morlaix, Quimperlé et Châteaulin) afin de rendre visite aux sinistrés. Au cours de ce déplacement, il admet « une erreur d'appréciation des services de l'État » et indique qu'il va demander aux préfets de faire « un certain nombre d'évaluations pour comprendre pourquoi le niveau d'alerte, un cran au-dessus n'a pas été donné ».
En Bretagne, plus de 240 000 foyers ont été privés d'électricité. De manière générale, de nombreuses perturbations sur l'Ouest ont été constatées.
Moins touchée par les vents violents, la région Pays de la Loire subit en revanche de fortes précipitations associées au passage de la dépression tempétueuse. La nationale 171 est coupée entre Saint-Nazaire et Laval à hauteur de Blain, où le canal de Nantes à Brest déborde et inonde les quartiers alentour, conduisant le maire à déposer un dossier de demande de reconnaissance de l'état de catastrophe naturelle. La circulation sur le boulevard périphérique de Nantes subit également des perturbations, certains tronçons étant inondés.
Après avoir touché les régions de l'ouest de la France, la tempête se déplace vers les régions du sud-est qu'elle commence à frapper dans la nuit du 24 au 25 décembre. L'aéroport de Nice-Côte d'Azur est ainsi fermé le matin du 25 décembre. De même, les plages de Nice et le sentier littoral sont fermés de manière préventive.
En Provence-Alpes-Côte d'Azur, dans la nuit du 25 au 26 décembre, une coulée de boue provoquée par le passage de la tempête sur des sols fragilisés coupe la circulation sur l'autoroute A8 à la sortie de Nice (Nice Saint-Isidore et Nice-Nord). La circulation est rétablie au matin du 26 décembre.
Le 17 janvier 2014, un  arrêté de reconnaissance d'état de catastrophe naturelle est pris par le ministère de l'intérieur, il concerne 53 communes des départements du Finistère, de l'Ille-et-Vilaine ainsi que de la Loire-Atlantique,.

### Irlande
30 000 clients ont été privés d'électricité à travers le pays.

### Italie
En Italie, la dépression a provoqué un vrai chaos dans le nord du pays. Un skieur français est mort à Turin dans une avalanche. Des dizaines de milliers d'usagers ont été privés d'électricité, en particulier dans le Piémont et dans la station de ski de Cortina d'Ampezzo. La circulation ferroviaire et de certains ferrys a été perturbée dans certaines régions. Un glissement de terrain a contraint environ une cinquantaine de résidents de quitter leurs habitations à Gênes pour se mettre en sécurité avant une coulée de boue. En Lombardie, deux personnes ont été blessées par des glissements de terrain dans leurs voitures.

### Pays-Bas
Après avoir touché les côtes françaises, britanniques et belges, la tempête frappe de plein fouet les côtes hollandaises. La forte houle et les vents violents incitent les compagnies de ferries à laisser leurs navires au port dans le nord du pays. Plusieurs bâtiments sont endommagés, parmi lesquels le Philips Stadion d'Eindhoven.

### Pologne
En Pologne, la tempête a causé plusieurs dizaines de blessés. Selon TVN24, la première chaîne d'information polonaise, des rafales de 180 km/h ont été enregistrées par le service météorologique polonais dans le sud du pays.
La région montagneuse des Tatras, dans le sud de la voïvodie de Petite-Pologne, est particulièrement touchée. Les dégâts matériels y sont importants (toits de plusieurs maisons et bâtiments arrachés) et les infrastructures routières sont perturbées par des chutes d'arbres. Le 28 décembre, le premier ministre Donald Tusk effectue une visite dans deux localités très touchées par les intempéries, la cité touristique de Zakopane et sa voisine Kościelisko.

### Royaume-Uni
Au Royaume-Uni, les vents violents et d'importantes précipitations entravent les déplacements de nombreuses personnes. Une panne affecte une partie de l'aéroport de Gatwick et 16 vols sont annulés à Heathrow. De nombreux dégâts matériels sont relevés sur des habitations (toits arrachés, murs écroulés) et des arbres tombés sur les routes et chemins de fer entravent les transports. De fortes précipitations font déborder plusieurs cours d'eau. Dans le Devon, au sud-ouest de l'Angleterre, un homme se noie en tentant de porter secours à son chien, tombé dans une rivière. Deux personnes meurent au cours d'accidents de voiture provoqués par la tempête. En Cumbria, un homme perd la vie en faisant une chute dans la rivière Rothay. Le corps d'une femme est retrouvé à Gwynedd, dans le nord-ouest du pays de Galles.
Les intempéries provoquent de graves perturbations sur le réseau électrique et près de 27 000 foyers se retrouvent privés de courant.

### Suisse
Dans les Alpes suisses, plusieurs lignes de chemin de fer ont été interrompues jeudi 26 en raison du risque d'avalanches, principalement dans le canton des Grisons.

## Bilan global

### Bilan humain
Dans l'Atlantique, un pêcheur russe est porté disparu à 220 km au nord-ouest de Brest. Au Royaume-Uni, deux hommes en Angleterre, et une femme dans le Pays de Galles ont été tués ; une autre femme a été tuée lors d'un accident de voiture impliquant la tempête à Shropshire.